# George Hunt Williamson
George Hunt Williamson (n. 9 decembrie 1926, Chicago, Illinois - d. ianuarie 1986), alias Michael d'Obrenovic și fratele Filip, a fost unul dintre cei "patru băieți pe nume George" care au pretins ca au fost contactați la mijlocul anilor 1950. Ceilalți au fost George Adamski, George King și George Van Tassel.

## Biografie
Williamson, născut în Chicago, Illinois, părinții fiind George Hunt Williamson și Berenice, a avut înclinații spre misticism din adolescență, dar o parte din acest entuziasm l-a îndreptat spre farfuriile zburătoare în anii 1940. La începutul anului 1951 Williamson a fost expulzat din motive academice de la Universitatea din Arizona. După ce a citit cartea lui William Dudley Pelley, Star Guests (1950), Williamson a lucrat pentru un timp pentru organizația de cult a lui Pelley, ajutându-l să publice lunar revista Valor. Pelley a generat cantitati mari de comunicări cu "inteligențele avansate" prin intermediul scrisului automat, și a fost foarte clară sursa de inspiratie imediată a lui Williamson, care a combinat fascinația sa pentru ocultism și pentru farfuriile zburătoare în încercarea sa de a contacta echipajele farfuriilor zburătoare cu o tablă Ouija făcută acasă. După ce a auzit despre cultul farfuriilor zburătoare de natură religioasă a lui George Adamski, probabil prin intermediul lui Pelley, Williamson și soția sa, și colegii săi credincioși în farfurii zburătoare Alfred și Betty Bailey, au devenit vizitatori regulați ai acestui cult al lui Adamski de la Grădinile Palomar și, eventual, membri ai cultului derivat Theosophy. Ei au asistat contactul "telepatic" al lui Adamski și au înregistrat pe bandă magnetică mesajele de la umanoizii numiți Space Brothers care locuiesc pe fiecare planetă solară. Familia Willamsons, cei doi Baileys și alți discipoli ai lui Adamski au devenit "martori" la presupusa întâlnire a lui Adamski cu Orthon, un bărbat frumos și blond de pe planeta Venus, întâlnire în apropiere de Desert Center, California la 18 noiembrie 1952. De fapt, "martori" nu au experimentat decât ceea ce le-a relatat Adamski care le-a spus să-l aștepte și să rămână pe loc în timp ce acesta s-a plimbat pe un deal, apoi s-a întors o oră mai târziu, cu o poveste preliminară a experiențelor sale --- o poveste care ulterior a fost schimbată foarte mult când a fost publicată în cartea Flying Saucers Have Landed (1953), după cum însuși Williamson a subliniat mai târziu.